# 瓦昂错
瓦昂错（藏語：ཝ་ཨང་མཚོ།，威利转写：wa ang mtsho，THL：Waang Tso）位于中国西藏自治区阿里地区申扎县境内，地处申扎县中部，我仁木山北麓，湖面海拔4798米，湖长5.3公里，最大宽1.4公里，平均宽0.9公里，面积5平方公里。